# Motouz
Motouz (angl.: twine, něm.: Bindfaden) je délkový textilní výrobek z jednoduchých nebo skaných nití nebo pásků, hlazených, příp. voskovaných.

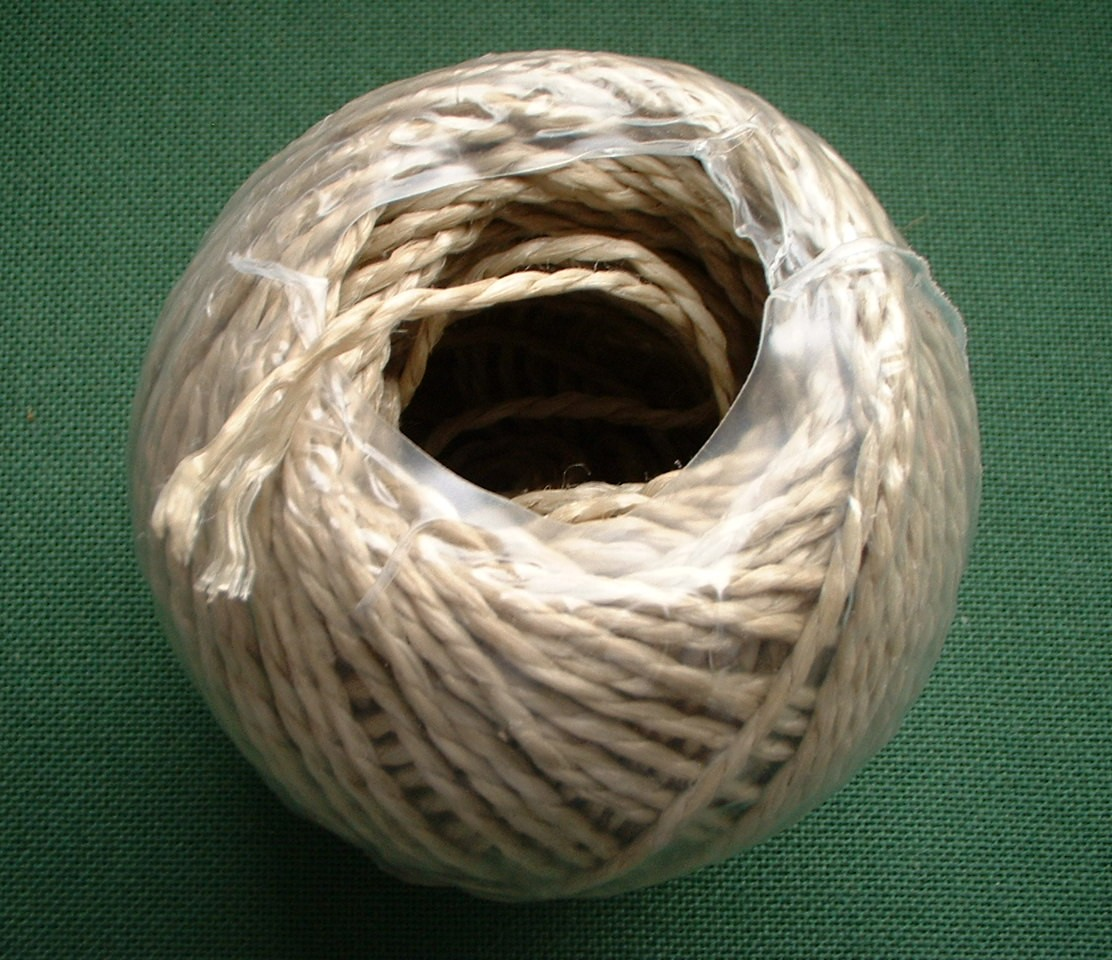
Motouz z 2 × 20 polyethylenových pásků

## Materiál motouzů
Motouzy se vyrábí z přírodních vláken (bavlna, len, konopí, sisal, juta) i umělých materiálů (polypropylenu, polyethylenu, papíru aj.)

## Skaní motouzů
Příze na motouzy jsou dvojmo až čtyřmo skané v celkové jemnosti 500–8000 tex, příp. z různobarevných nití a dodává se na klubkách nebo válcových cívkách o váze 50–10 000 g.

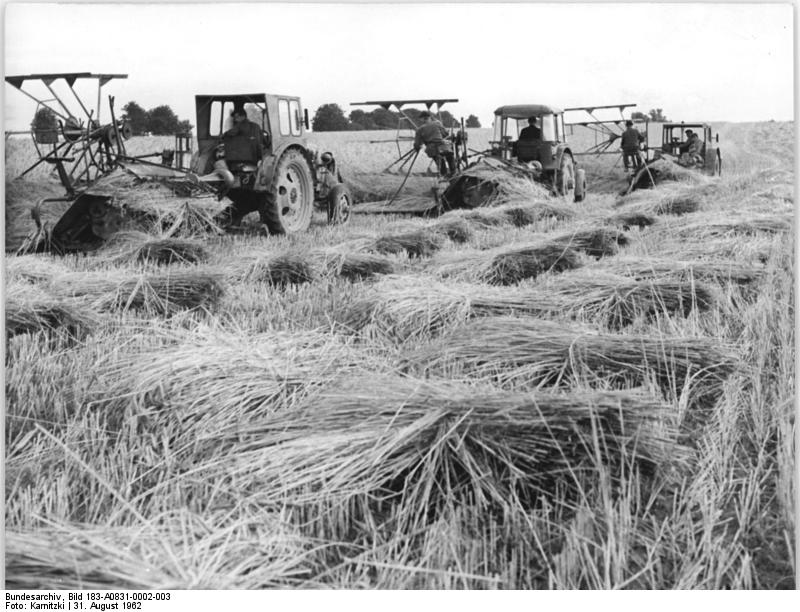
Použití vazačových motouzů v 60. letech 20. století

## Použití a označení motouzů
Všechny druhy motouzů se používají především k balení (např. samovazače na obilí s použitím vazačových motouzů – viz dolejší snímek – znamenaly v první polovině minulého století značnou technickou vymoženost), některé případně k dekoračním účelům.
Pro některé druhy motouzů se používá (regionálně) označení provázek.
V obecné češtině, stejně jako v některých dialektech (valašsky, slovácky) se motouzům říká špagát.